# احمد الفضلی
احمد الفضلی (عربی: أحمد الفضلي؛ زادهٔ ۶ سپتامبر ۱۹۸۲) بازیکن فوتبال اهل کویت است.
از باشگاه‌هایی که در آن بازی کرده‌است می‌توان به باشگاه ورزشی القادسیه کویت و باشگاه ورزشی کاظمه کویت اشاره کرد.
وی همچنین در تیم ملی فوتبال کویت بازی کرده‌است.